# Kościół Świętego Krzyża we Frankfurcie nad Odrą
Kościół Świętego Krzyża we Frankfurcie nad Odrą (niem. Heilig-Kreuz-Kirche) – kościół katolicki przy Franz-Mehring-Straße 4 na zachód od Lenné-Parku (Parku im. Petera Josepha Lenné) we Frankfurcie nad Odrą.

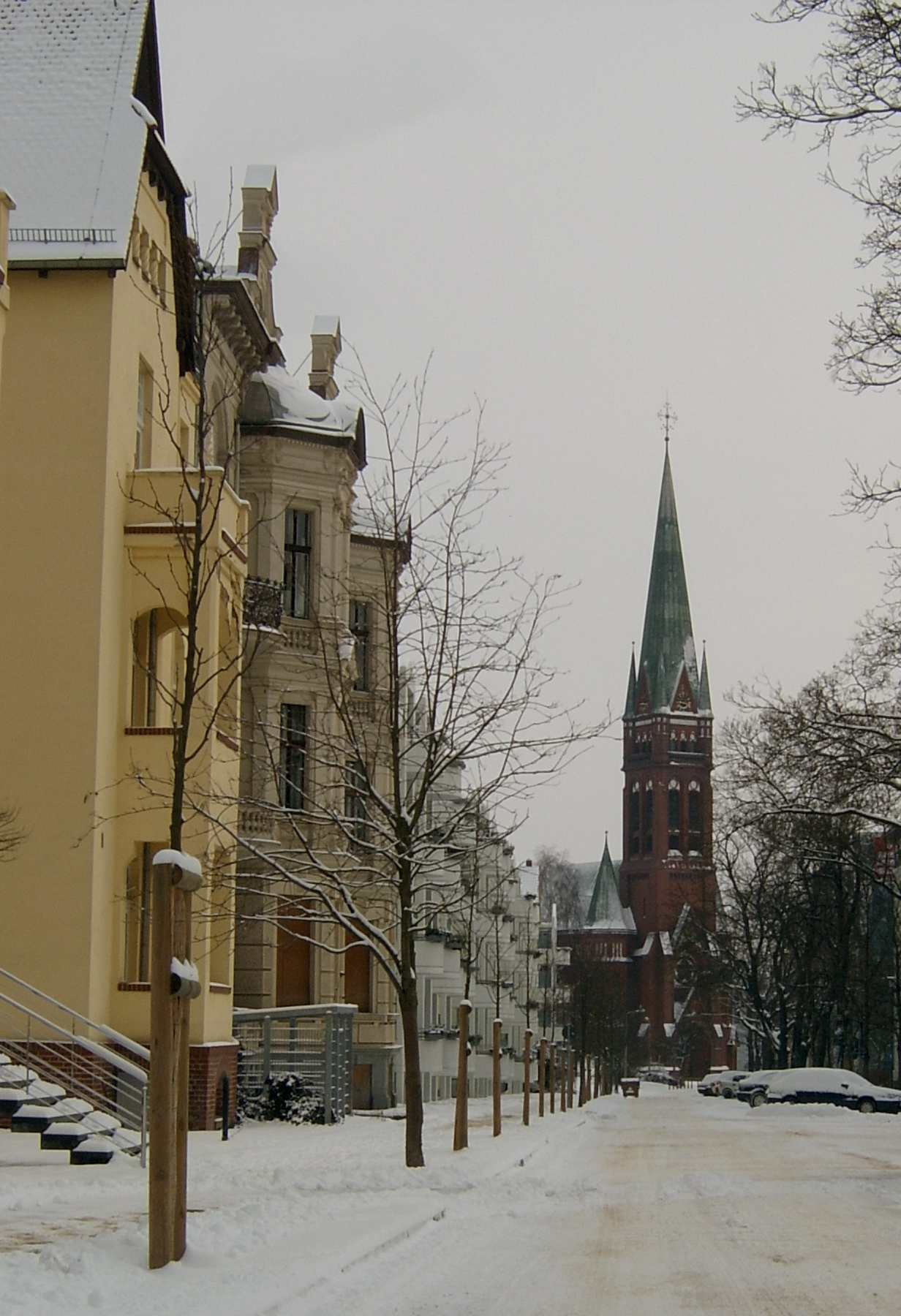
Heilig-Kreuz-Kirche

Proboszcz Theodor Warnatsch kupił ten teren w 1863 za 9 300 talarów. Dotychczas istniejący kościół przy Grapengießer Gasse (obecnie Regierungsstraße) był zbyt mały dla 3 000 parafian, dlatego zaistniała potrzeba wybudowania nowego.